# Parque nacional La Visite
El Parque nacional de La Visite (del francés: Parc national La Visite) es uno de los dos parques nacionales de la República de Haití. El parque cubre aproximadamente 30 kilómetros cuadrados, que consiste principalmente en un bosque de pinos, pastizales y algunos bosques de hoja ancha a una altitud por encima de 1.700 m.
El parque ofrece excelentes oportunidades para la observación de aves. Una diversidad de especies amenazadas, entre ellas algunas endémicas de la isla de La Española, se pueden ver en el parque.